# 16039 Zeglin
16039 Zeglin è un asteroide della fascia principale. Scoperto nel 1999, presenta un'orbita caratterizzata da un semiasse maggiore pari a 3,1988771 UA e da un'eccentricità di 0,1323435, inclinata di 1,79926° rispetto all'eclittica.